# Luiz Razia
Luiz Tadeu Razia Filho (ur. 4 kwietnia 1989 w Barreiras) – brazylijski kierowca wyścigowy. W sezonie 2011 dzielił obowiązki kierowcy w zespole Team AirAsia w serii GP2 oraz testera w Formule 1 w Team Lotus.

## Życiorys

### Początki kariery
Razia karierę wyścigową rozpoczął w roku 2005, debiutując w Brazylijskiej Formule 3. Wygrawszy dwa wyścigi, zmagania zakończył na 6. miejscu w ogólnej punktacji. Poza udziałem w cyklu F3, brał udział również w Brazylijskiej Formule Renault. Uzyskane punkty sklasyfikowały go na 9. pozycji w końcowej klasyfikacji.
W kolejnym sezonie został mistrzem brazylijskiej F3, po drodze odnosząc siedem zwycięstw. Rewelacyjnie spisał się również w Międzynarodowej Formule Master, gdzie wygrał wszystkie trzy wyścigi, w których brał udział. Ostatecznie został w niej sklasyfikowany na 8. miejscu w generalnej klasyfikacji.
W roku 2007 przeniósł się do Euroserii 3000, w której to zajął 3. miejsce na koniec sezonu (we włoskim cyklu był czwarty). Poza tym wystąpił także w czterech wyścigach Formuły Renault 3.5, jednakże bez sukcesu. W kolejnym sezonie zaliczył niepełen etat startów. Toteż wpłynęło na ostateczny wynik Brazylijczyka, który w obydwóch klasyfikacjach był czwarty.

### GP2
Na przełomie 2008 i 2009 roku dostał szansę startów w Azjatyckiej GP2, w zespole Trust Team Arden. Pomimo kiepskiego początku, wraz z kolejnymi wyścigami Luiz spisywał się coraz lepiej, w efekcie sięgając po triumf w ostatnim wyścigu sezonu, na torze Sakhir. Uzbierane punkty pozwoliły Brazylijczykowi zająć w klasyfikacji 13. pozycję.
Przyzwoite wyniki oraz solidny budżet pozwoliły Brazylijczykowi na angaż w głównej edycji, w zespole Fisichella Motor Sport, która po rundzie w Walencji została przemianowana w Scuderię Coloni (stąd też nie wystartowali w kolejnej eliminacji w Belgii). Podczas wyścigu na torze Monza we Włoszech, Razia zajął ósme miejsce w pierwszym wyścigu, by następnie wykorzystać start z pole position i wygrać sprint. Pomimo tak dobrego rezultatu, był to jednak jedyny udany weekend Brazylijczyka, ze zdobyczą punktową. Dorobek ośmiu punktów pozwolił Luizowi zająć 9. miejsce w ogólnej klasyfikacji.
W przerwie pomiędzy sezonami 2009 i 2010, podpisał kontrakt z hiszpańską ekipą Barwa Addax, na udział w zimowym cyklu serii GP2. Po słabym występie w Abu Zabi, Razia zakończył współpracę z zespołem. Do zmagań powrócił na ostatnią rundę sezonu, na torze w Szanghaju, za sprawą włoskiej stajni Rapax Team. Miało to na celu przystosować Brazylijczyka do zespołu, w którym miał ścigać się w głównej edycji. Ponownie jednak nie spisał się najlepiej.
W głównej serii Brazylijczyk w początkowej fazie sezonu prezentował dobrą formę, sięgając po punkty w trzech kolejnych rundach, na torach w Hiszpanii, Monako oraz Turcji. W sprintach, na obiekcie Circuit de Catalunya oraz Istanbul Park, Razia stanął na podium, zajmując dwukrotnie drugą pozycję. W dalszej części zmagań Luiz spisywał się jednak znacznie słabiej, w konsekwencji nie zdobywając punktów w aż sześciu eliminacjach z rzędu. W ostatnich dwóch wyścigach sezonu, na torze w Abu Zabi, Brazylijczyk wrócił do dyspozycji z początku roku, po raz trzeci dojeżdżając na drugim miejscu, w niedzielnym wyścigu. Dzięki temu jego zespół sięgnął po tytuł mistrzowski w klasyfikacji zespołów. Sam Brazylijczyk z kolei został sklasyfikowany na 11. lokacie, co zważywszy na mistrzostwo zdobyte przez swego partnera, Wenezuelczyka Pastora Maldonado, było dość przeciętnym wynikiem.
W sezonie 2011 Luiz podpisał kontrakt z malezyjską stajnią Team AirAsia. W azjatyckiej dwukrotnie dojechał do mety, plasując się jednak poza czołową dziesiątką. W europejskim cyklu czterokrotnie znalazł się na punktach. Podczas kwalifikacji na Hungaroringu Luiz po raz pierwszy w karierze wywalczył pole position. Wyścig ostatecznie zakończył na trzeciej lokacie. Na podium znalazł się jeszcze w niedzielnych zmaganiach w Walencji, gdzie zajął drugą pozycję. Zdobyte punkty sklasyfikowały go na 12. miejscu.
Po problemach ze znalezieniem sponsorów, Razia myślał nawet nad zakończeniem kariery. Ostatecznie jednak udało mu się uzbierać budżet, dzięki czemu nawiązał współpracę z ekipą Arden International. Po trzech latach startów, Luiz po raz pierwszy walczył o tytuł mistrzowski. Okazał się najlepszy w pierwszym wyścigu sezonu, na torze Sepang, jednak szybko stracił prowadzenie w mistrzostwach, po seryjnych zwycięstwach jego największego rywala, Davide Valsecchiego. Przed europejską częścią sezonu poniósł spore straty punktowe, jednak w środkowej jego części Razia był najjszym zawodnikiem, sześciokrotnie stając na podium, z czego trzykrotnie na najwyższym stopniu. W efekcie po eliminacji na torze Silverstone, Brazylijczyk ponownie objął prowadzenie w mistrzostwach. Kluczowa dla kierowcy Arden okazała się runda na torze Autodromo Nazionale di Monza, na której po słabych kwalifikacjach, nie dojechał do mety w pierwszym starcie, natomiast w drugim był poza punktowaną ósemką. To w połączeniu ze świetną postawą Valsecchiego sprawiło, iż strata do największego rywala osiągnęła pulę 25 punktów, na rundę przed zakończeniem sezonu. Ostatecznie marzenia o tytule zostały rozwiane w pierwszym wyścigu w Singapurze. Luiz dziewięciokrotnie stawał na podium, natomiast w czterech wyścigach uzyskał najszybszy czas okrążenia.

### Formuła 1
Dzięki dużemu wsparciu finansowemu, Brazylijczyk podpisał kontrakt z debiutującą w Formule 1 brytyjską stajnią Virgin Racing, na pracę w roli kierowcy testowego u boku Andy`ego Soucka.
6 lutego 2013 roku, zespół Marussia F1 Team (wcześniej Virgin Racing) poinformował, że Luiz Razia będzie ich kierowcą wyścigowym na sezon 2013 u boku Maxa Chiltona. 1 marca zespół Marussia poinformował, że anulował kontrakt Razii z powodu niewywiązania się jego sponsorów.

## Wyniki

### GP2
| Legenda oznaczeń w tabelach wyników Wyświetl szablon na nowej stronie | Legenda oznaczeń w tabelach wyników Wyświetl szablon na nowej stronie                                                                     |
| Oznaczenie                                                            | Wyjaśnienie |
| --------------------------------------------------------------------- | --- |
| Złoty                                                                 | Zwycięzca lub mistrzostwo |
| Srebrny                                                               | 2. miejsce lub wicemistrzostwo |
| Brązowy                                                               | 3. miejsce lub II wicemistrzostwo |
| Zielony                                                               | Ukończył, punktował (w klasyfikacji generalnej, gdy zdobył co najmniej jeden punkt na przestrzeni sezonu, poza trzema powyższymi opcjami) |
| Niebieski                                                             | Ukończył, nie punktował (w klasyfikacji generalnej, gdy nie zdobył co najmniej jednego punktu na przestrzeni sezonu)                      |
| Czerwony                                                              | Nie zakwalifikował się (NZ) |
| Czerwony                                                              | Nie prekwalifikował się (NPK) |
| Różowy                                                                | Nie ukończył (NU) |
| Różowy                                                                | Niesklasyfikowany (NS) (w klasyfikacji generalnej, gdy nie został sklasyfikowany w żadnym wyścigu sezonu)                                 |
| Czarny                                                                | Zdyskwalifikowany (DK) |
| Czarny                                                                | Wykluczony (WYK/EX) |
| Biały                                                                 | Nie wystartował (NW) |
| Biały                                                                 | Kontuzjowany (K/INJ) |
| Biały                                                                 | Wyścig odwołany (OD/C) |
| Bez koloru                                                            | Został wycofany (WYC/WD) |
| Bez koloru                                                            | Nie przybył (NP/DNA) |
| Bez koloru                                                            | Nie brał udziału w treningach (NT/DNP) |
| Bez koloru                                                            | Nie został zgłoszony (–) |
| Pogrubienie                                                           | Start z pole position |
| Kursywa                                                               | Najszybsze okrążenie wyścigu |
| †                                                                     | Nie ukończył, ale jego rezultat został zaliczony ze względu na przejechanie więcej niż 90% dystansu wyścigu.                              |
| *                                                                     | Sezon w trakcie |
| 1/2/3                                                                 | Punktowana pozycja w sprincie kwalifikacyjnym                                                                                             |
| Lista systemów punktacji Formuły 1                                    | |

| Rok  | Zespół                                                                    | Wyniki w poszczególnych eliminacjach | Wyniki w poszczególnych eliminacjach | Wyniki w poszczególnych eliminacjach | Wyniki w poszczególnych eliminacjach | Wyniki w poszczególnych eliminacjach | Wyniki w poszczególnych eliminacjach | Wyniki w poszczególnych eliminacjach | Wyniki w poszczególnych eliminacjach | Wyniki w poszczególnych eliminacjach | Wyniki w poszczególnych eliminacjach | Wyniki w poszczególnych eliminacjach | Wyniki w poszczególnych eliminacjach | Wyniki w poszczególnych eliminacjach | Wyniki w poszczególnych eliminacjach | Wyniki w poszczególnych eliminacjach | Wyniki w poszczególnych eliminacjach | Wyniki w poszczególnych eliminacjach | Wyniki w poszczególnych eliminacjach | Wyniki w poszczególnych eliminacjach | Wyniki w poszczególnych eliminacjach | Wyniki w poszczególnych eliminacjach | Wyniki w poszczególnych eliminacjach | Wyniki w poszczególnych eliminacjach | Wyniki w poszczególnych eliminacjach | Punkty | Pozycja |
| ---- | ------------------------------------------------------------------------- | ------------------------------------ | ------------------------------------ | ------------------------------------ | ------------------------------------ | ------------------------------------ | ------------------------------------ | ------------------------------------ | ------------------------------------ | ------------------------------------ | ------------------------------------ | ------------------------------------ | ------------------------------------ | ------------------------------------ | ------------------------------------ | ------------------------------------ | ------------------------------------ | ------------------------------------ | ------------------------------------ | ------------------------------------ | ------------------------------------ | ------------------------------------ | ------------------------------------ | ------------------------------------ | ------------------------------------ | ------ | ------- |
| 2009 | Fisichella Motor Sport International PartyPokerRacing.com Scuderia Coloni | ESP                                  | ESP                                  | MON                                  | MON                                  | TUR                                  | TUR                                  | GBR                                  | GBR                                  | DEU                                  | DEU                                  | HUN                                  | HUN                                  | VAL                                  | VAL                                  | BEL                                  | BEL                                  | ITA                                  | ITA                                  | POR                                  | POR                                  |                                      |                                      |                                      |                                      | 8      | 19      |
| 2009 | Fisichella Motor Sport International PartyPokerRacing.com Scuderia Coloni | 16                                   | 12                                   | 13                                   | 10                                   | NU                                   | 20                                   | 20                                   | NU                                   | NU                                   | 14                                   | NU                                   | NU                                   | NU                                   | 13                                   | -                                    | -                                    | 8                                    | 1                                    | 10                                   | 17                                   |                                      |                                      |                                      |                                      | 8      | 19      |
| 2010 | Rapax Team                                                                | ESP                                  | ESP                                  | MON                                  | MON                                  | TUR                                  | TUR                                  | VAL                                  | VAL                                  | GBR                                  | GBR                                  | DEU                                  | DEU                                  | HUN                                  | HUN                                  | BEL                                  | BEL                                  | ITA                                  | ITA                                  | ARE                                  | ARE                                  |                                      |                                      |                                      |                                      | 28     | 11      |
| 2010 | Rapax Team                                                                | 7                                    | 2                                    | 7                                    | 5                                    | 5                                    | 2                                    | NU                                   | NU                                   | NU                                   | 15                                   | NU                                   | 13                                   | 10                                   | NU                                   | 16                                   | 10                                   | NU                                   | 10                                   | 7                                    | 2                                    |                                      |                                      |                                      |                                      | 28     | 11      |
| 2011 | Team AirAsia Caterham Team AirAsia                                        | TUR                                  | TUR                                  | ESP                                  | ESP                                  | MON                                  | MON                                  | VAL                                  | VAL                                  | GBR                                  | GBR                                  | DEU                                  | DEU                                  | HUN                                  | HUN                                  | BEL                                  | BEL                                  | ITA                                  | ITA                                  |                                      |                                      |                                      |                                      |                                      |                                      | 19     | 12      |
| 2011 | Team AirAsia Caterham Team AirAsia                                        | 6                                    | 18                                   | NU                                   | NU                                   | NU                                   | 20                                   | 6                                    | 2                                    | 18                                   | 14                                   | NU                                   | 14                                   | 3                                    | 7                                    | NU                                   | NU                                   | 10                                   | 9                                    |                                      |                                      |                                      |                                      |                                      |                                      | 19     | 12      |
| 2012 | Arden International                                                       | MAL                                  | MAL                                  | BHR                                  | BHR                                  | BHR                                  | BHR                                  | ESP                                  | ESP                                  | MON                                  | MON                                  | VAL                                  | VAL                                  | GBR                                  | GBR                                  | DEU                                  | DEU                                  | HUN                                  | HUN                                  | BEL                                  | BEL                                  | ITA                                  | ITA                                  | SIN                                  | SIN                                  | 222    | 2       |
| 2012 | Arden International                                                       | 1                                    | 5                                    | 2                                    | 4                                    | 4                                    | 2                                    | 8                                    | 1                                    | 15                                   | 6                                    | 3                                    | 1                                    | 5                                    | 1                                    | 7                                    | 10                                   | 3                                    | 3                                    | 6                                    | 20                                   | NU                                   | 16                                   | 5                                    | 4                                    | 222    | 2       |

### Azjatycka Seria GP2
| Legenda oznaczeń w tabelach wyników Wyświetl szablon na nowej stronie | Legenda oznaczeń w tabelach wyników Wyświetl szablon na nowej stronie                                                                     |
| Oznaczenie                                                            | Wyjaśnienie |
| --------------------------------------------------------------------- | --- |
| Złoty                                                                 | Zwycięzca lub mistrzostwo |
| Srebrny                                                               | 2. miejsce lub wicemistrzostwo |
| Brązowy                                                               | 3. miejsce lub II wicemistrzostwo |
| Zielony                                                               | Ukończył, punktował (w klasyfikacji generalnej, gdy zdobył co najmniej jeden punkt na przestrzeni sezonu, poza trzema powyższymi opcjami) |
| Niebieski                                                             | Ukończył, nie punktował (w klasyfikacji generalnej, gdy nie zdobył co najmniej jednego punktu na przestrzeni sezonu)                      |
| Czerwony                                                              | Nie zakwalifikował się (NZ) |
| Czerwony                                                              | Nie prekwalifikował się (NPK) |
| Różowy                                                                | Nie ukończył (NU) |
| Różowy                                                                | Niesklasyfikowany (NS) (w klasyfikacji generalnej, gdy nie został sklasyfikowany w żadnym wyścigu sezonu)                                 |
| Czarny                                                                | Zdyskwalifikowany (DK) |
| Czarny                                                                | Wykluczony (WYK/EX) |
| Biały                                                                 | Nie wystartował (NW) |
| Biały                                                                 | Kontuzjowany (K/INJ) |
| Biały                                                                 | Wyścig odwołany (OD/C) |
| Bez koloru                                                            | Został wycofany (WYC/WD) |
| Bez koloru                                                            | Nie przybył (NP/DNA) |
| Bez koloru                                                            | Nie brał udziału w treningach (NT/DNP) |
| Bez koloru                                                            | Nie został zgłoszony (–) |
| Pogrubienie                                                           | Start z pole position |
| Kursywa                                                               | Najszybsze okrążenie wyścigu |
| †                                                                     | Nie ukończył, ale jego rezultat został zaliczony ze względu na przejechanie więcej niż 90% dystansu wyścigu.                              |
| *                                                                     | Sezon w trakcie |
| 1/2/3                                                                 | Punktowana pozycja w sprincie kwalifikacyjnym                                                                                             |
| Lista systemów punktacji Formuły 1                                    | |

| Rok       | Zespół           | Wyniki w poszczególnych eliminacjach | Wyniki w poszczególnych eliminacjach | Wyniki w poszczególnych eliminacjach | Wyniki w poszczególnych eliminacjach | Wyniki w poszczególnych eliminacjach | Wyniki w poszczególnych eliminacjach | Wyniki w poszczególnych eliminacjach | Wyniki w poszczególnych eliminacjach | Wyniki w poszczególnych eliminacjach | Wyniki w poszczególnych eliminacjach | Wyniki w poszczególnych eliminacjach | Punkty | Pozycja |
| --------- | ---------------- | ------------------------------------ | ------------------------------------ | ------------------------------------ | ------------------------------------ | ------------------------------------ | ------------------------------------ | ------------------------------------ | ------------------------------------ | ------------------------------------ | ------------------------------------ | ------------------------------------ | ------ | ------- |
| 2008/2009 | Arden Motorsport | CHN                                  | CHN                                  | ARE                                  | BHR                                  | BHR                                  | QAT                                  | QAT                                  | MAL                                  | MAL                                  | BHR                                  | BHR                                  | 9      | 13      |
| 2008/2009 | Arden Motorsport | NU                                   | 17                                   | 10                                   | 14                                   | 9                                    | 8                                    | 6                                    | NU                                   | NU                                   | 8                                    | 1                                    | 9      | 13      |
| 2009/2010 |                  | ARE                                  | ARE                                  | ARE                                  | ARE                                  | BHR                                  | BHR                                  | BHR                                  | BHR                                  |                                      |                                      |                                      | 0      | 26      |
| 2009/2010 | Barwa Addax Team | NU                                   | 11                                   | -                                    | -                                    | -                                    | -                                    | -                                    | -                                    |                                      |                                      |                                      | 0      | 26      |
| 2009/2010 | Piquet GP Rapax  | -                                    | -                                    | -                                    | -                                    | -                                    | -                                    | NU                                   | 13                                   |                                      |                                      |                                      | 0      | 26      |
| 2011      | Team Air Asia    | ARE                                  | ARE                                  | ITA                                  | ITA                                  |                                      |                                      |                                      |                                      |                                      |                                      |                                      | 0      | 25      |
| 2011      | Team Air Asia    | NU                                   | 16                                   | NU                                   | 14                                   |                                      |                                      |                                      |                                      |                                      |                                      |                                      | 0      | 25      |

### Formuła Renault 3.5
| Legenda oznaczeń w tabelach wyników Wyświetl szablon na nowej stronie | Legenda oznaczeń w tabelach wyników Wyświetl szablon na nowej stronie                                                                     |
| Oznaczenie                                                            | Wyjaśnienie |
| --------------------------------------------------------------------- | --- |
| Złoty                                                                 | Zwycięzca lub mistrzostwo |
| Srebrny                                                               | 2. miejsce lub wicemistrzostwo |
| Brązowy                                                               | 3. miejsce lub II wicemistrzostwo |
| Zielony                                                               | Ukończył, punktował (w klasyfikacji generalnej, gdy zdobył co najmniej jeden punkt na przestrzeni sezonu, poza trzema powyższymi opcjami) |
| Niebieski                                                             | Ukończył, nie punktował (w klasyfikacji generalnej, gdy nie zdobył co najmniej jednego punktu na przestrzeni sezonu)                      |
| Czerwony                                                              | Nie zakwalifikował się (NZ) |
| Czerwony                                                              | Nie prekwalifikował się (NPK) |
| Różowy                                                                | Nie ukończył (NU) |
| Różowy                                                                | Niesklasyfikowany (NS) (w klasyfikacji generalnej, gdy nie został sklasyfikowany w żadnym wyścigu sezonu)                                 |
| Czarny                                                                | Zdyskwalifikowany (DK) |
| Czarny                                                                | Wykluczony (WYK/EX) |
| Biały                                                                 | Nie wystartował (NW) |
| Biały                                                                 | Kontuzjowany (K/INJ) |
| Biały                                                                 | Wyścig odwołany (OD/C) |
| Bez koloru                                                            | Został wycofany (WYC/WD) |
| Bez koloru                                                            | Nie przybył (NP/DNA) |
| Bez koloru                                                            | Nie brał udziału w treningach (NT/DNP) |
| Bez koloru                                                            | Nie został zgłoszony (–) |
| Pogrubienie                                                           | Start z pole position |
| Kursywa                                                               | Najszybsze okrążenie wyścigu |
| †                                                                     | Nie ukończył, ale jego rezultat został zaliczony ze względu na przejechanie więcej niż 90% dystansu wyścigu.                              |
| *                                                                     | Sezon w trakcie |
| 1/2/3                                                                 | Punktowana pozycja w sprincie kwalifikacyjnym                                                                                             |
| Lista systemów punktacji Formuły 1                                    | |

| Rok  | Zespół    | Wyniki w poszczególnych eliminacjach | Wyniki w poszczególnych eliminacjach | Wyniki w poszczególnych eliminacjach | Wyniki w poszczególnych eliminacjach | Wyniki w poszczególnych eliminacjach | Wyniki w poszczególnych eliminacjach | Wyniki w poszczególnych eliminacjach | Wyniki w poszczególnych eliminacjach | Wyniki w poszczególnych eliminacjach | Wyniki w poszczególnych eliminacjach | Wyniki w poszczególnych eliminacjach | Wyniki w poszczególnych eliminacjach | Wyniki w poszczególnych eliminacjach | Wyniki w poszczególnych eliminacjach | Wyniki w poszczególnych eliminacjach | Wyniki w poszczególnych eliminacjach | Wyniki w poszczególnych eliminacjach | Punkty | Pozycja |
| ---- | --------- | ------------------------------------ | ------------------------------------ | ------------------------------------ | ------------------------------------ | ------------------------------------ | ------------------------------------ | ------------------------------------ | ------------------------------------ | ------------------------------------ | ------------------------------------ | ------------------------------------ | ------------------------------------ | ------------------------------------ | ------------------------------------ | ------------------------------------ | ------------------------------------ | ------------------------------------ | ------ | ------- |
| 2007 | GD Racing | ITA                                  | ITA                                  | DEU                                  | DEU                                  | MON                                  | HUN                                  | HUN                                  | BEL                                  | BEL                                  | GBR                                  | GBR                                  | FRA                                  | FRA                                  | PRT                                  | PRT                                  | ESP                                  | ESP                                  | 0      | 38      |
| 2007 | GD Racing | -                                    | -                                    | -                                    | -                                    | -                                    | -                                    | -                                    | -                                    | -                                    | NU                                   | NU                                   | NU                                   | 20                                   | -                                    | -                                    | -                                    | -                                    | 0      | 38      |

### Podsumowanie
| Sezon   | Seria                         | Zespół                 | Wyścigi          | Zwycięstwa       | PP               | NO               | Podium           | Punkty           | Poz. koń.        |
| ------- | ----------------------------- | ---------------------- | ---------------- | ---------------- | ---------------- | ---------------- | ---------------- | ---------------- | ---------------- |
| 2005    | Brazylijska Formuła 3         | Dragão Motorsport      | 18               | 2                | 2                | 4                | 6                | 52               | 6                |
| 2005    | Brazylijska Formuła Renault   | Dragão Motorsport      | 13               | 0                | 0                | 0                | 0                | 68               | 10               |
| 2006    | Brazylijska Formuła 3         | Dragão Motorsport      | 16               | 7                | 6                | 7                | 11               | 99               | 1                |
| 2006    | Międzynarodowa Formuła Master | Charouz Racing System  | 3                | 3                | 0                | ?                | 3                | 30               | 8                |
| 2007    | Europejska Formuła 3000       | Fisichella Motor Sport | 16               | 0                | 1                | 1                | 4                | 57               | 3                |
| 2007    | Europejska Formuła 3000       | ELK Motorsport         | 16               | 0                | 1                | 1                | 4                | 57               | 3                |
| 2007    | Włoska Formuła 3000           | Fisichella Motor Sport | 8                | 0                | 0                | 0                | 2                | 26               | 4                |
| 2007    | Włoska Formuła 3000           | ELK Motorsport         | 8                | 0                | 0                | 0                | 2                | 26               | 4                |
| 2007    | Formuła Renault 3.5           | GD Racing              | 4                | 0                | 0                | 0                | 0                | 0                | 38               |
| 2008    | Europejska Formuła 3000       | ELK Motorsport         | 13               | 2                | 1                | 1                | 5                | 52               | 4                |
| 2008    | Europejska Formuła 3000       | ELK Motorsport         | 8                | 1                | 0                | 1                | 3                | 32               | 4                |
| 2008–09 | Azjatycka Seria GP2           | Trust Team Arden       | 11               | 1                | 0                | 0                | 1                | 9                | 13               |
| 2009    | Seria GP2                     | Fisichella Motor Sport | 18               | 1                | 0                | 1                | 1                | 8                | 19               |
| 2009    | Seria GP2                     | Scuderia Coloni        | 18               | 1                | 0                | 1                | 1                | 8                | 19               |
| 2009–10 | Azjatycka Seria GP2           | Barwa Addax            | 4                | 0                | 0                | 0                | 0                | 0                | 26               |
| 2009–10 | Azjatycka Seria GP2           | Rapax Team             | 4                | 0                | 0                | 0                | 0                | 0                | 26               |
| 2010    | Seria GP2                     | Rapax Team             | 20               | 0                | 0                | 1                | 3                | 28               | 11               |
| 2011    | Seria GP2                     | Caterham Team AirAsia  | 18               | 0                | 1                | 0                | 2                | 19               | 12               |
| 2011    | Azjatycka Seria GP2           | Team AirAsia           | 4                | 0                | 0                | 0                | 0                | 0                | 25               |
| 2011    | Formuła 1                     | Team Lotus             | Kierowca testowy | Kierowca testowy | Kierowca testowy | Kierowca testowy | Kierowca testowy | Kierowca testowy | Kierowca testowy |
| 2012    | Seria GP2                     | Arden International    | 24               | 4                | 0                | 3                | 9                | 222              | 2                |